# دهستان قلعه‌میران
قلعه‌میران، دهستانی است از توابع بخش مرکزی شهرستان رامیان در استان گلستان ایران.
این قلعه که به نام‌های قلعه میران، قلعه موران و دژتاکی نیز مشهور است، قله‌ ای به ارتفاع ۲۴۳۰ متر است که در بالای این قله، زمینی مسطح به مساحت ۳ کیلومتر مربع قرار دارد.قلعه ماران در ۱۲ کیلومتری جنوب غربی شهر رامیان و رامیان در ۷۶ کیلومتری گرگان واقع شده‌است.
این قلعه در زمینی به مساحت سه کیلومتر مربع ساخته شده است. برخی مدعی هستند که قلعه ماران پایتخت ییلاقی اشکانیان بوده است که تیرداد آن را ساخته و به دارا که همان داریون یونانیان بود، اعطا کرده است.

## جمعیت
براساس سرشماری سال ۱۳۸۵ جمعیت آن ۲۹۸۳ نفر (۷۰۳ خانوار) بوده‌است.